# غرير بن منصور العيوني
قَوَّامُ الدِّينِ غُرَيْرُ بْنُ مَنْصُورٍ الْعُيُونِيُّ أميرٌ عيونِيّ حكم القطيف وجزيرة أوال ما بين (549 - 556 هـ)، اتصف بالكرم وحب العلم وفي عهده يوفِدُ الشّعراء والأدباء، تعرضت جزيرة أوال لهجومٍ من حاكم قيس واستولى عليها لكن سرعان ما تراجع عنها.

### فِهرِس المراجع
1. ↑  عبد الرحمن بن مديرس المديرس (2002). الدولة العُيُونيَّة في البَحْرَيْن: 469-636هـ/1076-1238م. الرياض: دارة الملك عبد العزيز. ص. 119. ISBN:9960-693-81-3. LCCN:2003346798. OCLC:52358413. OL:20126399M. QID:Q118072568.
2. ↑  المديرس (2002)، ص. 119.

### بَيانات المراجع
الكُتُب مُرتَّبة حَسب تاريخ النَّشر
- عبد الرحمن بن مديرس المديرس (2002). الدولة العُيُونيَّة في البَحْرَيْن: 469-636هـ/1076-1238م. الرياض: دارة الملك عبد العزيز. ISBN:9960-693-81-3. LCCN:2003346798. OCLC:52358413. OL:20126399M. QID:Q118072568.